# Medea (film 1988)
Medea – duński film telewizyjny z 1988 w reżyserii Larsa von Triera. Dzieło zrealizowane zostało w oparciu o scenariusz napisany w latach 60. przez Carla Theodora Dreyera oraz na podstawie dramatu Eurypidesa z V wieku p.n.e. Główne role w filmie zagrali Kristen Olesen oraz Udo Kier.

## Opis filmu
Będący na wygnaniu z rodzinnego miasta Jolkos, Medea i Jazon mieszkają u Kreona, króla Koryntu. Władca chce, by Jazon poślubił jego córkę – Glauke. Postanawia też wygnać Medeę z synami, która planuje udać się do Aten, gdzie rządzi Egeusz. Porzucona Medea przekazuje Glauke prezent – koronę pokrytą trucizną. Glauke i jej ojciec zranieni ostrą koroną, giną. Medea ucieka z synami, których w akcie zemsty wiesza na drzewie.

## Obsada
- Udo Kier jako Jazon
- Kirsten Olesen jako Medea
- Henning Jensen jako Kreon
- Baard Owe jako Egeusz
- Ludmilla Glinska jako Glauke
- Vera Gebuhr jako opiekunka
- Jonny Kilde jako starszy syn
- Richard Kilde jako młodszy syn
- Dick Kaysø jako głos Jazona
- Mette Munk Plum jako głos Glauke